# Antimonio
Antimonio är en ort i kommunen Tejupilco i delstaten Mexiko i Mexiko. Samhället hade 163 invånare vid folkräkningen 2020.